# Eucereon mediocris
Eucereon mediocris là một loài bướm đêm thuộc phân họ Arctiinae, họ Erebidae.